# Capriccio nr. 2 (Balada)
Capriccio nr. 2 is een compositie van Leonardo Balada. Het is een werk in een serie van negen capriccio’s (gegevens 2011). Deze capriccio nr. 2 geeft een mengeling van traditionele muziek en de hedendaagse klassieke muziek. De titels geven de Latijns-Amerikaanse dansen waarop Balada zijn moderne muziek baseerde:
1. Samba
2. Tango
3. Jarabe

Het werk is geschreven voor soloviool begeleid door harp en strijkkwartet/strijkorkest. Balada schreef deze capriccio in Pittsburgh.